# ICMP
Az ICMP (Internet Control Message Protocol) egy interneten használt protokoll, melynek segítségével értesülhetünk a hibákról illetve azok típusáról, valamint hálózati diagnosztizálásban lehet a segítségünkre. Az ICMP (az UDP-hez hasonlóan) datagram-orientált kommunikációs protokoll, mert egyáltalán nem garantált a csomagok megérkezése vagy sorrendje. Az ICMP (a TCP-hez és az UDP-hez hasonlóan) az IP-t használja borítékként (ICMP csomagok csak IP hálózaton mehetnek). Az ICMP-t részletesen az RFC 792-ben definiálták.

## ICMPv4 üzenetek típusai
0 echo reply  A 8-as típusú csomagra érkező válasz (ping).
 3 destination unreachable  Cél elérhetetlen - enélkül a végtelenségig kellene várni egy kapcsolat létrejöttére.
 4 source quench  Akkor keletkezik, ha a routernek nincs elég bufferterülete a kérés feldolgozására.
 5 redirect message  Ha egy gép egy routeren (R1), és egy másik routeren (R2) át akar elküldeni egy csomagot, és van közvetlen út a géptől R2-ig, akkor a redirect értesíti a gépet erről az útról.
 6 alternate host address
 8 echo request  Választ kérek, így lehet megtudni legegyszerűbben, hogy a célállomás elérhető-e.
 9 router advertisement
 10 router solicitation
 11 time exceeded  A gateway küldi a datagram kezdeményezőjének, ha a datagram időtúllépés miatt megszakad.
 12 parameter problem
 13 timestamp  Időszinkronizációra használják.

 14 timestamp reply  Válasz a timestamp-re
 15 information request
 16 information reply
 17 address mask request  Általában egy gép küldi egy routernek, hogy megkapja az alhálózati maszkot.
 18 address mask reply  Válasz az address mask requestre, az alhálózati maszkot tartalmazza.
 30 traceroute

 31 datagram conversion error
 32 mobile host redirect
 33 IPv6 Where-Are-You
 34 IPv6 Here-I-Am
 35 mobile registration request
 36 mobile registration reply
 37 domain name request
 38 domain name reply
 39 SKIP Algorithm Discovery Protocol

 40 Photuris, Security failures

## ICMPv6 üzenetek típusai
| 2   | Packet Too Big             |
| 3   | Time Exceeded              |
| 4   | Parameter Problem          |
| 128 | Echo Request               |
| 129 | Echo Reply                 |
| 130 | Group Membership Query     |
| 131 | Group Membership Report    |
| 132 | Group Membership Reduction |
| 133 | Router Solicitation        |
| 134 | Router Advertisement       |
| 135 | Neighbor Solicitation      |
| 136 | Neighbor Advertisement     |
| 137 | Redirect                   |